# Katja von Garnier
Pour les articles homonymes, voir Garnier.
Katja von Garnier est une réalisatrice allemande née le 15 décembre 1966 à Wiesbaden. Elle est mariée au réalisateur Markus Goller.

## Filmographie

### Réalisatrice

#### Cinéma
- 1997 : Bandits
- 2007 : Le Goût du sang (Blood and Chocolate)
- 2021 : Fly

#### Télévision
- 2004 : Volonté de fer (Iron Jawed Angels)